# Amphiprion ocellaris
Amphiprion ocellaris Cuvier, 1830, detto pesce pagliaccio occidentale, pesce pagliaccio o pesce pagliaccio ocellato, è un pesce marino appartenente alla famiglia Pomacentridae e alla sottofamiglia Amphiprioninae, diffuso nelle barriere coralline del Pacifico occidentale. Il pesce è divenuto ampiamente celebre grazie al film d'animazione Alla ricerca di Nemo che lo ritrae come protagonista, ed è una specie, come tutti i pesci pagliaccio, nota per il suo rapporto di simbiosi con alcune specie di anemoni di mare. Data la bellezza della livrea e la difficoltà di allevamento non elevata, è una specie comune in acquari pubblici e privati.

## Distribuzione e habitat
Diffuso nell'Oceano Indiano orientale e nell'Oceano Pacifico occidentale, a nord raggiunge le coste indocinesi e l'isola di Taiwan ed arriva fino al nord dell'Australia. È presente anche in Malaysia, Indonesia e Filippine.

Frequenta le acque calme delle barriere coralline ed è particolarmente frequente nelle lagune degli atolli.

## Descrizione

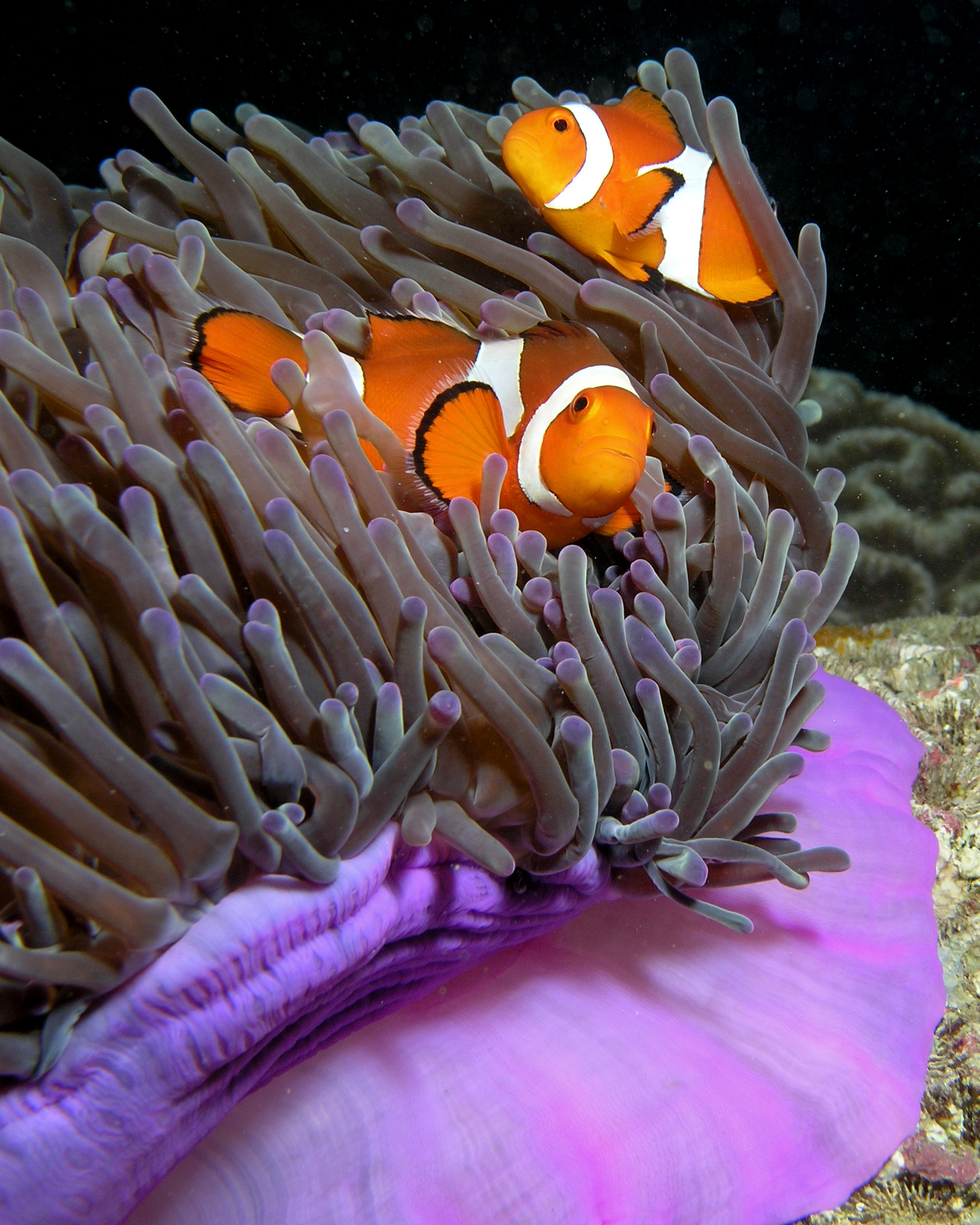
Esemplari di pesce pagliaccio (Amphiprion ocellaris) in un anemone di mare (Heteractis magnifica)

Molto simile ad Amphiprion percula da cui si distingue a malapena in base al numero dei raggi delle pinne e per la colorazione leggermente meno vivace.
Come avviene anche in molti altri pesci, le femmine sono più grandi dei maschi. In questa specie si verifica l'ermafroditismo sequenziale, ovvero un cambio di sesso durante il corso della vita: in particolare, nei maschi si può verificare la proteroginìa.

## Biologia
Come tutti gli Amphiprioninae (quindi tutti i pesci pagliaccio), vive in simbiosi mutualistica con anemoni di mare al cui veleno è immune.

## Acquariofilia
Comune ospite degli acquari marini e vi si può riprodurre. Si tratta di una delle poche specie di pesci da acquario marino in commercio riprodotto artificialmente in grandi quantità.
Il pesce pagliaccio occidentale ha bisogno di valori dell'acqua ben precisi:
- Temperatura: 26° / 30 °C;
- Densità: 1018 / 1022;
- pH: 8,4.
Relativamente difficile da ambientare in quanto inizialmente, senza la protezione di un anemone, è molto pauroso; ma una volta ben acclimatato è onnivoro, predilige mangime surgelato, artemie o chironomus e mysis, oppure liofilizzato o secco in granuli di piccolo diametro.
Necessita di una vasca piccola, in quanto non è un grande nuotatore e preferisce restare, anche in natura come in acquario, nelle vicinanze del suo territorio, spesso incentrato su una attinia, con cui instaura un rapporto di simbiosi; comunque in acquario vive anche senza una attinia, ma sempre meglio tenerlo con essa: la simbiosi sta nel DNA del pesce pagliaccio, in assenza del suo anemone si associa a coralli molli, ma farlo stare senza il proprio anemone spesso non è molto corretto.
Soggetto a malattie batteriche della pelle.
Per il suo ottimale mantenimento in acquario, per mantenere la sua vivacità e i suoi splendidi colori, sono necessarie vasche con acqua ben filtrata ed ossigenata, preparata con sali marini sintetici di ottima qualità; abbondanti cambi parziali con un'accurata sifonatura del fondo, regolari trattamenti con ozono ed aggiunte settimanali di Oligoelementi e Bioelementi.
Il pesce è in via di estinzione causa dei cambiamenti climatici. Il pesce marino tropicale, infatti, non è in grado di adattarsi alle variazioni ambientali determinate dall'aumento anomalo delle temperature e alla conseguente distruzione del suo habitat naturale, la barriera corallina.

## Nella cultura di massa
Due pesci pagliaccio sono personaggi (uno è protagonista) del film Alla ricerca di Nemo (uno è appunto Nemo, l'altro è il padre Marlin).